# Kőszegszerdahely
Kőszegszerdahely é um município da Hungria, situado no condado de Vas. Tem 7,37 km² de área e sua população em 2015 foi estimada em 466 habitantes.